# Élő heraldika
Az élő heraldika (klasszikus heraldika, de: lebenden Heraldik) a címerhasználatnak az a korszaka, amikor a címereket a pajzson, a sisakdíszen, a lótakarón stb. még ténylegesen is használták a csatában, így annak védelmi, használati és jelképi funkciója is volt. Magyarországon az élő heraldika korát 1526-ig szokás vezetni.
Névváltozatok: a czímer fénykora (Bárczay 4.)

Rövidítések
A címerhasználat három korszakra osztható. 1. A címerhasználat kialakulása (körülbelül a 12. századtól a 13. század végéig), amikor csak a pajzson látható jelképek alkották a címert. 2. A pajzs és annak díszei jellemezték a címerhasználatot (kb. a 13. századtól a 15. század végéig). Ebben a korszakban a ténylegesen használt pajzs heraldikai jelképpé vált, de a lovagi tornákon és a csatában még mindig használtak címeres pajzsot. 3. A heraldikai jelképpé vált pajzsot már nem használták a csatában (a 15. század végétől). Ez már az úgynevezett hanyatló vagy holt heraldika korszaka.

Az élő heraldika korában a pajzson csak egy fém, egy szín és egy címerábra volt látható. Ennek kitűnő példája a Báthori-család három vörös ékje, ezüst alapon
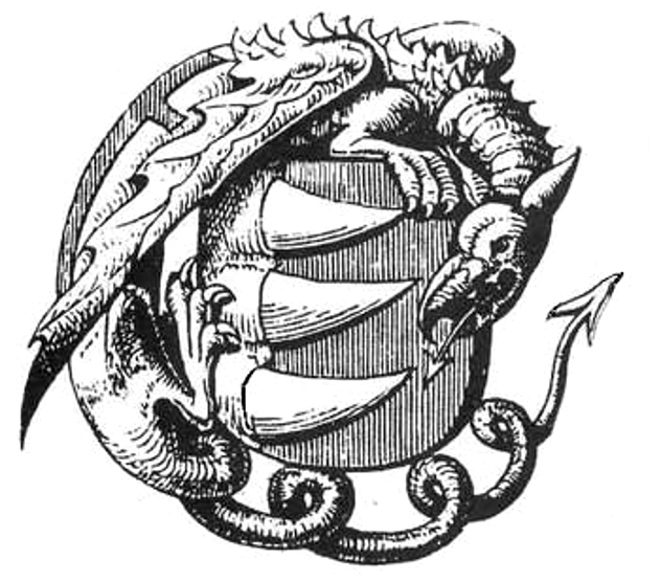
Báthori Erzsébet címere. Azért került sárkányfog a Gutkeled nemzetség családi címerébe, akiktől a Báthoryak is származtatták magukat és származnak a Báthory-címer ékjei is, mert az egyik ősük, Bátor Opos vitéz a bajor Vencelintől eredő Márton fia Szent István korában, egy monda szerint legyőzte és megölte az Ecsedi-lápban rejtőző sárkányt és ennek jutalmául nyerte el a szabolcsi Vid birtokot. Ezt erősítette a család egyes őseinek tagsága a Sárkány Lovagrendben is, melynek jelvénye a pajzs köré tekeredő sárkány
Idővel az ékeket ívelt vonallal rajzolták, amelyet a régi magyar heraldikai hagyományok szerint farkasfognak neveztek és a mesteralak fehér (ezüst) részeit a természetes szemléletmód következtében fogakként értelmezték (mivel a fehér rész van kiemelve), de a mesteralak még csak ívelt alakú lett, nem vált valódi fogakká
A hanyatló heraldika korában a sárkányfogak a "sárkány" állkapcsának egy darabjával együtt láthatók többek között Báthory Gábor 1611-es tábori tallérján is